# Der Ätherseelenmensch
Der Ätherseelenmensch ist eine Zukunftsnovelle des deutschen Schriftstellers Carl Grunert (1865–1918) aus dem Jahre 1913. Sie ist eine seiner letzten bekannten Erzählungen.

## Stil
„Der Ätherseelenmensch“ ist eine in der Ich-Form verfasste kurze Zukunftsgeschichte. Der Autor selbst nannte diese Art von Geschichten „Zukunftsnovellen“.

## Inhalt
Mit seinem Freund Hintze trifft der Erzähler auf einem Flugplatz den Flieger Ätherström aus Nordeuropa. Dieser Flieger hat bei Flugversuchen durch einen Propeller einen Teil seiner Schädeldecke verloren, ohne dass sein Gehirn beschädigt wurde. Die beschädigte Schädeldecke wird durch Weichgummi und eine Metallabdeckung geschützt. Beim Stolpern über eine Baumwurzel macht Ätherström eine sonderbare Entdeckung. Bei dem Sturz verliert er die künstliche Schädelabdeckung und bleibt für kurze Zeit am Boden liegen. Sein freiliegendes Gehirn bekommt Kontakt zu den Sonnenstrahlen, dabei hat er ein Gefühl, als flöge seine Seele in ferne Dimensionen. Dies hört auf, als die Sonnenstrahlen weiterwandern. Außerdem bemerkt er nach dieser sonderbaren Entdeckung, dass er mit seinen Händen die Erdschwerkraft beeinflussen kann und seine Gefühle sowie Gedanken viel intensiver zu sein scheinen.
Die Schilderungen und Erlebnisse sollen bei einem Versuch glaubhaft getestet werden, um eventuell vorhandene Zweifel oder Irrtümer aus dem Weg zu räumen. Ätherström berichtet den Anwesenden von seinen Seelenreisen durch den Weltäther zu fernen Planeten. Dies kann er mithilfe von Mond- oder Sonnenstrahlen durchführen, die er in direkten Kontakt zu seinem freigelegten Hirn bringt. Er fliegt auf diesen Strahlen körperlos hinaus zu neuen Welten ins Weltall. In dieser neuen Welt begegnet er wunderschönen Blumenwesen. Eins der Wesen fordert ihn auf wiederzukommen, es ist Saivula. Ätherström fühlt sich zu Saivula hingezogen, er möchte sie gern wiedersehen. Das Experiment beginnt, ein Seelenflug dauerte bis jetzt immer etwa drei Stunden. Ätherström verspricht den Anwesenden wiederzukommen, da er sich in seinem Körper wohlfühle.
Ätherström sitzt im Lehnstuhl am offenen Fenster, sein Gehirn steht in direktem Kontakt mit den Mondstrahlen. Er atmet ruhig und bleibt unbeweglich, die Zeit verstreicht, die Mondstrahlen verschwinden und nichts passiert, er kommt nicht mehr zu sich. Die Freunde legen den Körper ins Bett. Ätherström erwacht nicht mehr. Ist er bei Saivula?

## Bedeutung
Grunert gehört zu den deutschen Pionieren auf dem Gebiet der Zukunftsliteratur. Besonders ist anzumerken, dass er keine Romane verfasste, sondern kurze Geschichten, in die hinein er Ideen, Phantasien oder Überlegungen, meist technischer Natur, packte. In dieser Geschichte geht es um Seelenflug in das Universum, in andere Sphären, in den Weltäther, und um Gedankenkraft und Strahlung. Todessehnsucht, Erklärungsversuche für das, was nach dem Tode kommt, Wanderungen der Seele, was passiert, wenn die Seele den Körper verlässt, das scheint Carl Grunert in seinem letzten Lebensabschnitt beschäftigt und zu literarischer Umsetzung angeregt zu haben.

## Aufbau
Die Geschichte ist nur wenige Seiten lang und in drei Abschnitte unterteilt. Im ersten Teil wird Herr Ätherström vorgestellt mit seinen sonderbaren Erfahrungen und dem Hintergrund dieser Vorfälle. Im zweiten Teil wird das Experiment im Hause von Herrn Ätherström vorbereitet und der ehemalige Flieger berichtet über weitere Einzelheiten seiner Seelenflüge sowie über das liebliche Blumenwesen Saivula. Teil 3 ist kurz, das Experiment wird gestartet und endet damit, dass der Seelenwanderer nicht zurückkommt.

## Veröffentlichungen
Die Geschichte wurde erst in den Jahren 2004/2005 wiederentdeckt.
- Arena, 1913